# Antoine-Alexandre Romieu
Pour les articles homonymes, voir Romieu.
Antoine-Alexandre Romieu, né le 7 septembre 1764 à Nyons et mort le 12 octobre 1805 à Téhéran,, est un militaire et diplomate français.

## Biographie
Antoine-Alexandre Romieu naît le 7 septembre 1764 à Nyons. Il est le fils de Mathieu Romieu-Dessorgues, contrôleur général des fermes du roi, et de son épouse, Marguerite-Spirite Bertrand.
Officier dans l'armée, aide de camp de Championnet, Antoine-Alexandre Romieu est aussi un temps diplomate à Corfou dans la République des Sept-Îles.
Alors que la France napoléonienne se prépare à un débarquement en Grande-Bretagne depuis le camp de Boulogne, Romieu est envoyé en mission secrète en 1805 par le ministre Charles-Maurice de Talleyrand-Périgord en Perse pour éventuellement établir une alliance avec le Chah Fath Ali Shah Qajar. L'idée est d'avoir un allié contre la Russie vers le Caucase, de stabiliser la situation avec l'Empire ottoman échaudé par l'invasion française de l'Égypte, ainsi qu'obtenir une tête de pont contre les possessions britanniques en Inde. Fath Ali Shah Qajar se montre favorable à une alliance mais l'accord n'est pas acté à cause de la mort subite d'Antoine-Alexandre Romieu. Ce dernier est en fait présumé assassiné à Téhéran par les Britanniques, ce qui entraîne une crise diplomatique entre la France et le Royaume-Uni. Quelques jours après, la bataille de Trafalgar met à mal les projets d'invasion de l'Angleterre. Un traité entre la France et la Perse est signé plusieurs années plus tard, le 4 mai 1807.
Un mausolée à son nom se trouve à Téhéran,.

### Vie privée
Il est le père d'Auguste Romieu.